# Marbach an der Donau
Marbach an der Donau là một thị xã thuộc huyện Melk trong bang Niederösterreich.